# Dimítar Gànev
Dimítar Gànev (búlgar, Димитър Ганев) (Gradets, Sliven, 28 d'octubre de 1898 − Sofia, 20 d'abril 1964) fou un polític búlgar comunista, cap d'Estat búlgar entre 1958 i 1964.
Gànev, mestre de professió, va néixer en una família camperola. El 1921 es va convertir en membre del Partit Comunista de Bulgària (LWS) (Българска комунистическа партия (тесни социалисти). El 1923 va participar en l'aixecament de setembre antifeixista. Des de finals de 1924 a fins a abril 1925 Gànev va ser membre del Comitè Regional del BCP (ES) a Sofia i director de l'òrgan del Comitè Central del BCP (ES), i del diari Новини (Nowini).
De 1925 a 1929 va ser membre del Comitè Central del Sindicat de Treballadors Independents i coordinador a la vegada, seguint les instruccions de les activitats revolucionàries del Partit a la Dobrudja. El 1929 va ser escollit membre del Comitè Central del BCP. De 1929 a 1935 va ser secretari de la Central Revolucionària Dobrudschaner (Organització). De 1934 al 1935 també va ser membre de la Gànev Comitè Central i del Secretariat del Comitè Central del Partit Comunista de Romania (DIN Partidul comunista Romania). Entre 1935 i 1940 va ser empresonat a Jilava, Craiova i en la presó Doftana.
De 1940 a 1942 va ser secretari del comitè del districte dels treballadors búlgars a Dobritx. Gànev del 1942 fins a 1948 va ser membre del Buró Polític del Comitè Central de la BRP (comunistes) (БРП (комунисти)). El febrer de 1944 es va convertir en cap de l'Operació de la Zona Militar de  Varna. Després de la victòria de la insurrecció armada, de 9 de setembre 1944 Gànev és editor en cap del diari Работническо дело (model Rabotnitxesko; causa dels treballadors), secretari del districte de la ciutat de Sofia i del Comitè del Partit i vicepresident de la Gran Assemblea Nacional.
Del 1947 fins al 48 Gànev va ser ambaixador de la República Popular de Bulgària, a Romania. De 1948 a 1952 va ser candidat del Buró Polític del Comitè Central del BCP i el ministre de Comerç Exterior, de 1952 a 1954, després fou l'ambaixador de Bulgària a Txecoslovàquia.
De 1954 a 1959 va ser secretari del Comitè Central del BCP, des de 1957 fou una altra vegada un membre del Buró Polític del Comitè Central. El novembre de 1958 Gànev, va ser nomenat president del Presídium de l'Assemblea Nacional de la República de Bulgària i el cap per tant búlgar d'Estat.
Gànev fou condecorat amb el títol d'Heroi del Treball Socialista de la República de Bulgària el 1958.